# Przełęcz Bukowska (Bieszczady)
Przełęcz Bukowska – przełęcz w Bieszczadach Zachodnich o wysokości 1107 m n.p.m.
Przełęcz znajduje się w głównym grzbiecie Karpat, na granicy polsko-ukraińskiej, między Kińczykiem Bukowskim (1251 m) i położonym już w bocznym grzbiecie Rozsypańcem (1280 m). Główny grzbiet odbiega stąd na południowy zachód, w kierunku Menczyła. Na północ od niej wypływa potok Halicz, a na południe (Ukraina) – potok Moszka należący do zlewiska Morza Czarnego. Do Przełęczy Bukowskiej dochodzi niedostępna dla samochodów droga gruntowa z Wołosatego, którą obecnie biegnie szlak turystyczny. Pod przełęczą, w dolinie Halicza znajdowała się przed wojną osada Potasznia, obecnie nieistniejąca.
Poprzednią (patrząc z zachodu na wschód) wybitną przełęczą w głównym łańcuchu Karpat jest przełęcz Beskid pod Menczyłem, a następną – przełęcz Żydowski Beskid.
W rejonie przełęczy znajduje się jedno z nielicznych w Polsce stanowisk rzadkiej i chronionej prawnie arniki górskiej. 

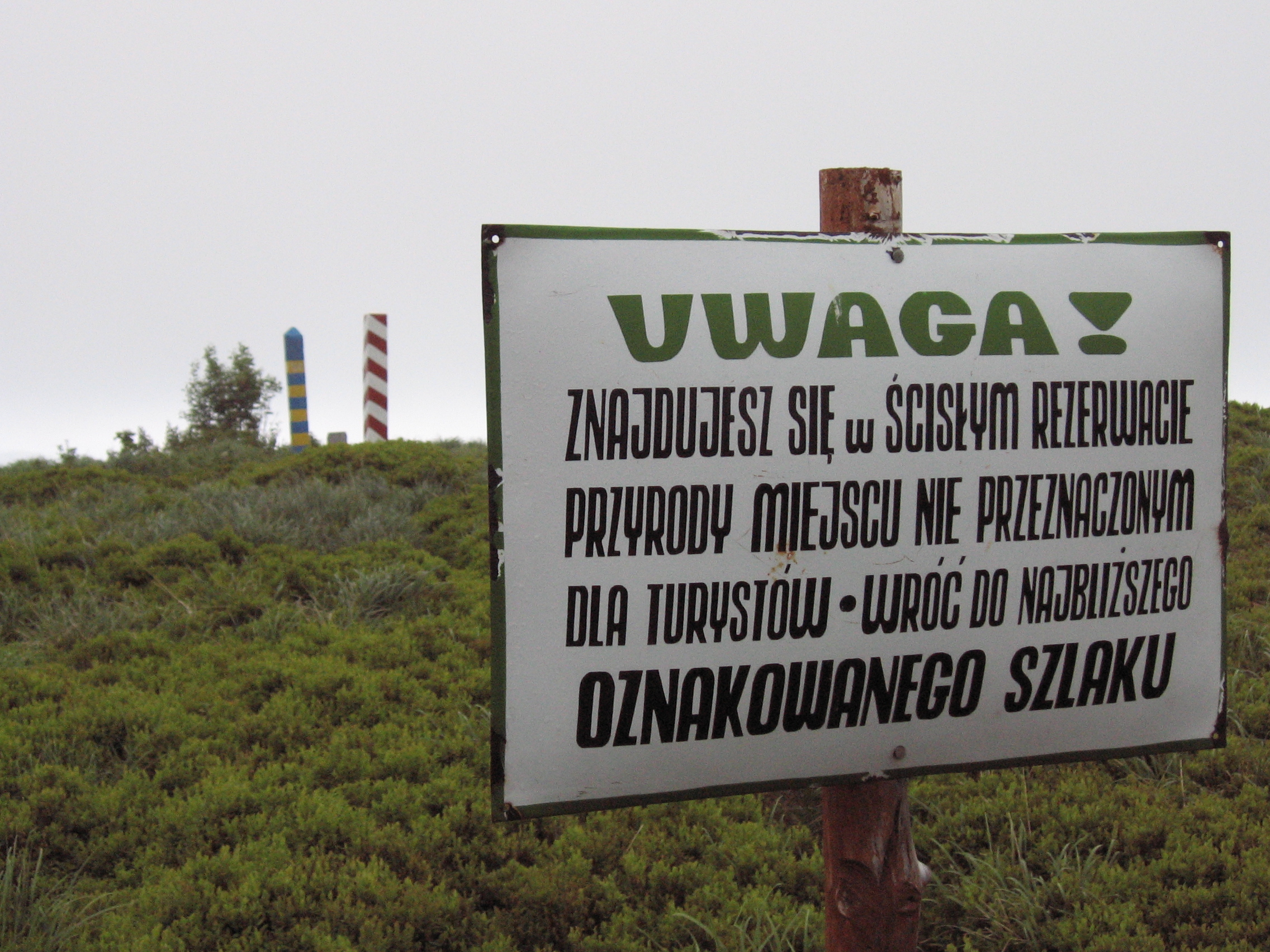
Widok na Przełęcz Bukowską (słupy graniczne) od północy

## Piesze szlaki turystyczne
Główny Szlak Beskidzki na odcinku Wołosate – Rozsypaniec – Halicz (1333 m n.p.m.):
- z Wołosatego 2.20 h (↓ 1.45 h)
- z Halicza 0.45 h (↑ 1.15 h)

 po stronie ukraińskiej: Przełęcz Użocka (853 m n.p.m.) – Opołonek (1028 m n.p.m.) – Kińczyk Bukowski (1251 m n.p.m.) – Przełęcz Bukowska

## Przypisy

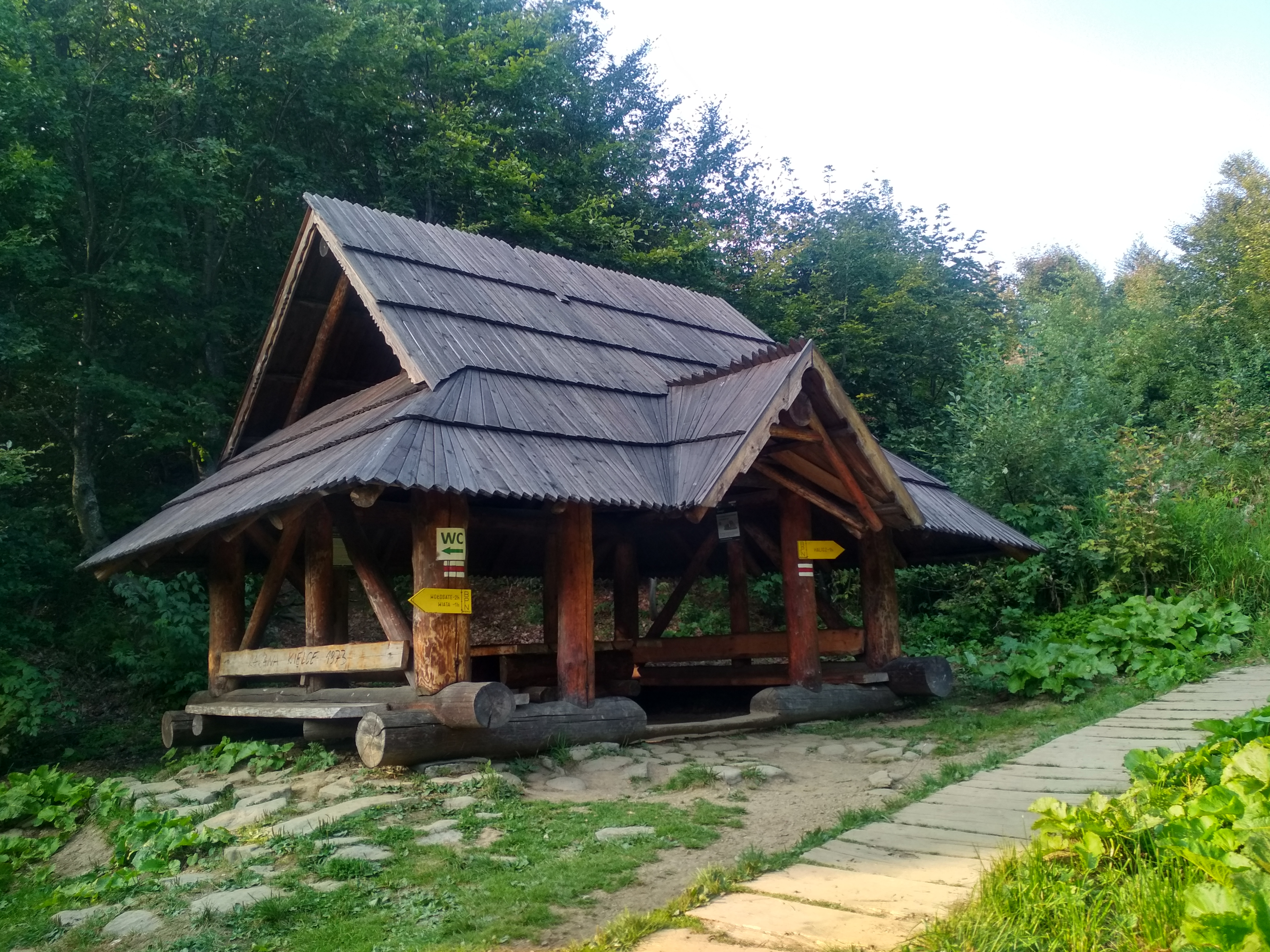
Wiata przy Przełęczy Bukowskiej